# Compsomelissa stigmoides
Compsomelissa stigmoides là một loài Hymenoptera trong họ Apidae. Loài này được Michener mô tả khoa học năm 1971.